# Atsinganosaurus
Atsinganosaurus là một chi khủng long, được G. Garcia Amico Fournier Thouand & Valentin mô tả khoa học năm 2010.